# لاميناريا فرلوية
لاميناريا فرلوية (الاسم العلمي: Laminaria farlowii) هو نوع من الطلائعيات يتبع جنس اللاميناريا من فصيلة اللامينارية.